# Сусленский район
Сусле́нский райо́н (рум. raionul Susleni) — административно-территориальная единица Молдавской ССР, существовавшая с 11 ноября 1940 года по 9 января 1956 года.

## История
Как и большинство районов Молдавской ССР, образован 11 ноября 1940 года, центр — село Суслены. До 16 октября 1949 года находился в составе Оргеевского уезда, после упразднения уездного деления перешёл в непосредственное республиканское подчинение.
С 31 января 1952 года по 15 июня 1953 года район входил в состав Кишинёвского округа, после упразднения окружного деления вновь перешёл в непосредственное республиканское подчинение.
9 января 1956 года Сусленский район был ликвидирован, большая часть его территория была передана в состав Оргеевского района, меньшая — в Криулянский район. Впоследствии часть территории бывшего Сусленского района была передана в левобережный Дубоссарский район.

## Административное деление
По состоянию на 1 января 1955 года Сусленский район состоял из 11 сельсоветов: Березложский, Булаештский, Нижнежорский, Голерканский, Маловатский, Мырзештский, Машкауцкий, Оксентийский, Ракулештский, Сусленский и Требуженский.